# Diocesi di Netzahualcóyotl
La diocesi di Netzahualcóyotl (in latino Dioecesis Netzahualcoytlensis) è una sede della Chiesa cattolica in Messico suffraganea dell'arcidiocesi di Tlalnepantla. Nel 2021 contava 1.417.645 battezzati su 2.048.000 abitanti. È retta dal vescovo Héctor Luis Morales Sánchez.

## Territorio
La diocesi comprende 3 comuni nella parte orientale dello stato messicano di Messico: Nezahualcóyotl, La Paz e Ixtapaluca.
Sede vescovile è Ciudad Nezahualcóyotl, dove si trova la cattedrale di Gesù Signore della Divina Misericordia.
Il territorio si estende su 413 km² ed è suddiviso in 89 parrocchie.

## Storia
La diocesi è stata eretta il 5 febbraio 1979 con la bolla Plane Nobis di papa Giovanni Paolo II, ricavandone il territorio dalla diocesi di Texcoco.
Originariamente suffraganea dell'arcidiocesi di Città del Messico, il 17 giugno 1989 è entrata a far parte della provincia ecclesiastica di Tlalnepantla.
L'8 luglio 2003 ha ceduto una porzione del suo territorio a vantaggio dell'erezione della diocesi di Valle de Chalco.

## Cronotassi dei vescovi
Si omettono i periodi di sede vacante non superiori ai 2 anni o non storicamente accertati.
- José Melgoza Osorio † (5 febbraio 1979 - 15 marzo 1989 ritirato)
- José María Hernández González † (18 novembre 1989 - 8 luglio 2003 ritirato)
- Carlos Garfias Merlos (8 luglio 2003 - 7 giugno 2010 nominato arcivescovo di Acapulco)
- Héctor Luis Morales Sánchez, dal 7 gennaio 2011

## Statistiche
La diocesi nel 2021 su una popolazione di 2.048.000 persone contava 1.417.645 battezzati, corrispondenti al 69,2% del totale.
| anno | popolazione | popolazione | popolazione | presbiteri | presbiteri | presbiteri | presbiteri                | diaconi | religiosi | religiosi | parrocchie |
| anno | battezzati  | totale      | %           | numero     | secolari   | regolari   | battezzati per presbitero | diaconi | uomini    | donne     | parrocchie |
| ---- | ----------- | ----------- | ----------- | ---------- | ---------- | ---------- | ------------------------- | ------- | --------- | --------- | ---------- |
| 1980 | 2.490.000   | 2.500.000   | 99,6        | 105        | 72         | 33         | 23.714                    |         | 65        | 30        | 44         |
| 1990 | 3.233.000   | 3.585.000   | 90,2        | 112        | 91         | 21         | 28.866                    |         | 41        | 100       | 82         |
| 1999 | 9.214.223   | 9.222.223   | 99,9        | 193        | 149        | 44         | 47.742                    |         | 89        | 145       | 125        |
| 2000 | 8.819.063   | 9.283.224   | 95,0        | 194        | 152        | 42         | 45.459                    |         | 50        | 139       | 125        |
| 2001 | 8.995.699   | 9.995.220   | 90,0        | 196        | 158        | 38         | 45.896                    |         | 48        | 150       | 128        |
| 2002 | 8.891.872   | 10.104.400  | 88,0        | 233        | 192        | 41         | 38.162                    |         | 56        | 167       | 131        |
| 2003 | 5.963.000   | 6.700.000   | 89,0        | 147        | 137        | 10         | 40.564                    |         | 10        | 100       | 85         |
| 2004 | 5.364.880   | 5.647.243   | 95,0        | 126        | 99         | 27         | 42.578                    |         | 33        | 60        | 83         |
| 2013 | 3.630.000   | 4.077.000   | 89,0        | 139        | 112        | 27         | 26.115                    |         | 51        | 98        | 83         |
| 2016 | 1.350.432   | 1.950.846   | 69,2        | 139        | 111        | 28         | 9.715                     |         | 50        | 53        | 86         |
| 2019 | 1.391.260   | 2.009.820   | 69,2        | 130        | 103        | 27         | 10.702                    |         | 48        | 48        | 89         |
| 2021 | 1.417.645   | 2.048.000   | 69,2        | 129        | 102        | 27         | 10.989                    |         | 49        | 48        | 89         |